# Нокс, Финли
Финли Нокс (англ. Finlay Knox; род. 8 января 2001, Лидс) — канадский пловец, чемпион мира, чемпион Панамериканских игр 2023 года. Участник летних Олимпийских игр 2020 и 2024 годов.

## Спортивная карьера
В 2021 году Финли принял участие в летних Олимпийских играх, которые состоялись в Токио. Выступил на одной дистанции — 200 метров комплексным плаванием, где в предварительных заплывах показал 17-й результат и не прошёл в полуфиналы.
В ходе чемпионата мира по плаванию на короткой воде в 2022 году в Мельбурне завоевал две индивидуальные бронзовые медали на 100 и 200 метрах комплексным плаванием.
Осенью 2023 года принимал участие в составе канадской сборной в Панамериканских играх, которые состоялись в Сантьяго. Стал чемпионом на дистанции 200 метров комплексным плаванием, а также завоевал четыре бронзовые медали в различных этсафетах.
На чемпионате мира, который состоялся в феврале 2024 года в Катаре, Нокс стал чемпионом на дистанции 200 метров комплексным плаванием.
В июле-августе 2024 года принял участие в летних Олимпийских играх в Париже. На своей излюбленной дистанции 200 метров комплексным стилем вошёл в финал А и занял итоговое восьмое место. Также принимал участие в различных эстафетах, но медалей не завоевал.
На чемпионате мира в 25-метровом бассейне, в декабре 2024 года в Будапеште, стал обладателем бронзовой медали на дистанции 200 метров комплексным плаванием.